# TANS-Perú-Flug 222
Am 9. Januar 2003 verunglückte auf dem TANS-Perú-Flug 222 eine Fokker F28-1000 während des Anflugs auf den Flughafen Chachapoyas. Die Maschine zerschellte am Cerro Coloque, wobei alle 46 Insassen ums Leben kamen.

## Verlauf
Die Maschine der TANS Perú startete nach einer Zwischenlandung in Chiclayo um 8:17 Uhr in Richtung Chachapoyas und stieg auf eine Reiseflughöhe von 5790 Meter (19.000 Fuß), um der Luftstraße V-3 zu folgen.
Um 8:32 Uhr drehten die Piloten auf Kurs 060 und sanken auf 3960 Meter (13.000 Fuß), um mit den Anflug auf den Flughafen Chachapoyas zu beginnen. Gegen 8:45 Uhr flog die Fokker in einer Höhe von 3.450 Metern (10.350 Fuß) gegen den Berghang, knapp 35 Meter unterhalb des Gipfels. Die Rettungsmannschaften fanden das Wrack erst zwei Tage später.

## Unfallursache
Die Piloten waren aufgrund des Verlustes des Situationsbewusstseins unter die Mindestsicherheitshöhe gesunken.

## Sonstiges
Nur zwei Jahre später wurde eine Boeing 737-200 auf dem TANS-Perú-Flug 204 ebenfalls beim Landeanflug ins Gelände geflogen, wobei 40 der 98 Insassen starben.